# Етноветеринарія

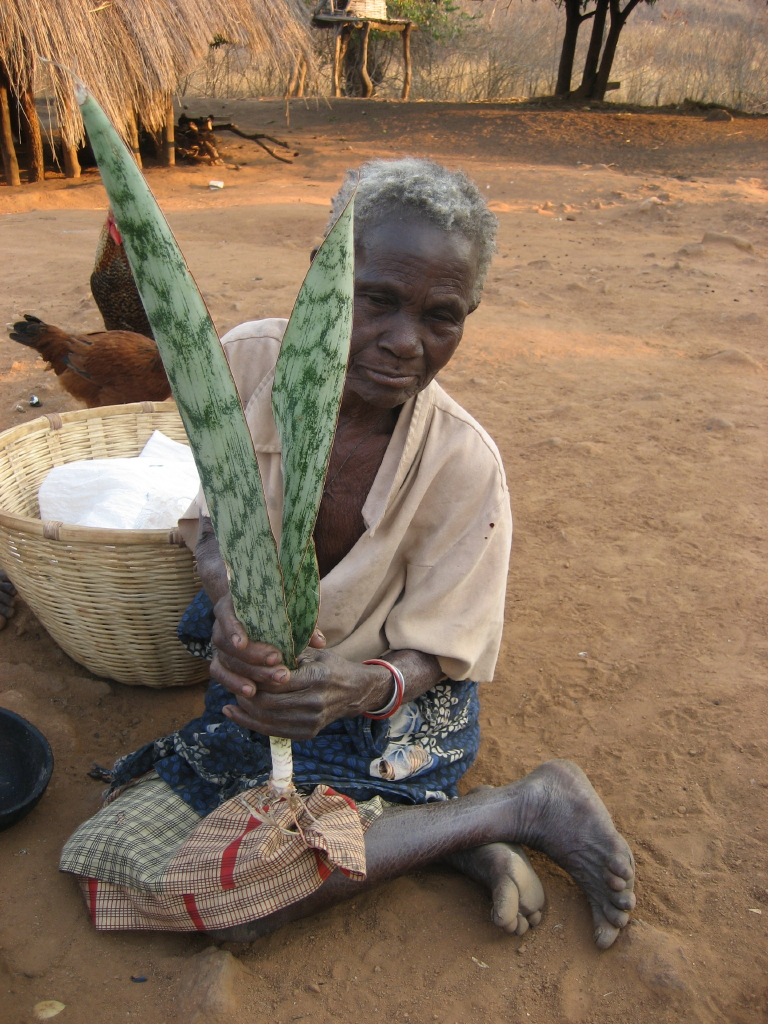
Руфіна Джеймс з Хамбе, провінція Маніка, Мозамбік, демонструє Sansevieria hyacinthoides, яку вона використовує для лікування хвороб курей

Етноветеринарна медицина (EVM) вважає, що традиційні практики ветеринарної медицини є легітимними, і прагне перевірити їх (Köhler-Rollefson and Bräunig, 1998). Існує багато незахідних традицій ветеринарної медицини, таких як акупунктура та фітотерапія в Китаї, тибетська ветеринарія, аюрведа в Індії тощо. Ці традиції мають письмові записи, які сягають тисячоліть, наприклад, єврейські джерела в Старому Завіті. Талмуд і 400-річні записи пальмового листя Шрі-Ланки про ветеринарне лікування (Хадані та Шімшоні, 1994). З колоніальних часів вчені завжди брали до уваги місцеві знання про здоров’я тварин і діагностичні навички перед впровадженням своїх західних технологічних проектів (Köhler-Rollefson and Bräunig 1998).

## Що таке EVM?
У 1980-х роках був запроваджений термін «ветеринарна антропологія» для позначення особливого підходу до охорони здоров’я тварин. Цей підхід досліджувався за допомогою ключових антропологічних методів, таких як спостереження, інтерв’ю та участь у житті громад (Köhler-Rollefson and Bräunig, 1998). Етноветеринарна медицина або етноветеринарні дослідження були визначені Маккорклем у 1995 році як:
Цілісне, міждисциплінарне вивчення місцевих знань і пов’язаних з ними навичок, практик, вірувань, практиків і соціальних структур, пов’язаних із охороною здоров’я та здоровим розведенням їжі, роботи та інших тварин, що приносять дохід, завжди з оглядом на практичне застосування в рамках розвитку тваринництва та системи засобів до існування, а також з кінцевою метою підвищення добробуту людей через збільшення вигод від скотарства.
Власники акцій продовжують використовувати EVM, доки не будуть знайдені кращі альтернативи з точки зору ефективності, низької вартості, доступності та простоти адміністрування. На сьогоднішній день найбільш вивченим елементом EVM є ветеринарна етнофармакопея, особливо ботанічна. Крім того, кілька досліджень, опублікованих в останні роки (наприклад, Confessor et al., 2009; Froemming, 2006, Souto et al. 2011a, b), продемонстрували важливість тварин як джерел ліків, що використовуються в медицині для етноветеринарії.
Практики етноветеринарії та етномедицини людей збігаються в кількох частинах світу. Паралелі між медичними практиками в етномедицині людей і тварин включають не тільки типи використовуваних ресурсів і поширеність використання цих ресурсів дикої природи, але також і способи введення цих засобів і використовувані етномедичні методи (див. McCorkle and Martin, 1998; Souto та ін., 2011a, b).

## Обґрунтування досліджень
За даними Tabuti et al. (2003) та інші, систематичні дослідження EVM можуть бути виправдані з трьох основних причин:
1. вони можуть генерувати корисну інформацію, необхідну для розробки практик і методів оздоровлення худоби, які підходять для місцевого середовища,
2. EVM може бути ключовим ветеринарним ресурсом і може додати нові корисні ліки до фармакопеї, а також
3. EVM може сприяти збереженню біорізноманіття .

Крім того, перекриття природних ресурсів, які традиційно використовуються як ліки для людей і тварин, може свідчити про ефективність цих засобів.

## Організації
Світові інститути, що розвиваються, залучені до EVM, включають Бразильський федеральний університет Paraíba/Universidade Estadual da Paraíba, Мексиканський національний автономний університет Чьяпаса, Аддіс-Абебський університет Ефіопії, Школу ветеринарної медицини Університету Вест-Індії та Університетський центр досліджень Руанди Народна фармакологія та медицина.
Heifer Project International працює в Камеруні з пастухами та цілителями, які мають досвід EVM. Ліга пастирських людей (LPP) працювала з пастухами верблюдів у Раджастхані, Індія, і підготувала польовий посібник із хвороб верблюдів. Нещодавні дослідження EVM у розвинених країнах були проведені в Італії (Pieroni, 2004), Британській Колумбії, Канаді (Lans та ін., 2006) та Нідерландах ( van Asseldonk).

## Жінки та EVM
Важливість гендеру все більше визнається в EVM. Одне з перших досліджень, яке задокументувало ґендер, було проведено Дайаною Девіс, яка відзначила різницю в знаннях EVM афганських кочівників-пуштунів, яка відповідала ґендерному розподілу суспільства. Девіс виявила, що жінки знають більше про догляд за новонародженими та дуже хворими тваринами, про яких доглядають біля дому. Оскільки жінки готують тушку до споживання, вони знають вдвічі більше видів внутрішніх паразитів, ніж чоловіки. Жінки також допомагають при дистоції та ручному видаленні ектопаразитів.
Інше дослідження стосується пастушок племені Цоціл Майя, які вивели власну породу овець і мали власну систему тваринництва та охорони здоров’я, засновану на їхніх традиціях (Perezgrovas, 1996).
У дослідженні, проведеному в Тринідаді, було зазначено, що чоловіки-фермери зверталися до своїх родичок за знаннями про рослини для догляду за здоров’ям своїх жуйних тварин. Жінки-фермери використовували ті ж самі рослини для лікування тварин, які вони застосовували для власного здоров’я (Lans, 2004).
Організація жінок-ветеринарів ANTHRA з 1996 року займається документуванням і підтвердженням традиційної ветеринарної медицини (EVM) у різних регіонах штатів Андхра-Прадеш і Махараштра в Індії (Ghotge, 2002). ANTHRA вирішила досліджувати EVM, оскільки жінки-фермери виконували 50–90% усіх повсякденних завдань з догляду за худобою, проте їм не передавали знання в цій сфері, оскільки традиційно вони передавалися від батька до сина.
У Судані жінок не навчають як традиційних цілителів дінка (atet) (VSF/Швейцарія, 1998). Однак через війну кількість домогосподарств, очолюваних жінками, зростає в Судані, тому жінки стають більш помітними як тваринники.

## Перевірка
Трав’яні засоби, які сотні років використовували скотарі, можна використовувати в комерційних цілях, але вчені вимагають перевірити традиційні знання, щоб підтвердити безпеку та ефективність лікування.
IT Kenya має проект в окрузі Самбуру, який вивчає ефективні методи лікування EVM. Vetaid співпрацює з Науково-дослідним інститутом хвороб тварин Дар-ес-Салама в Танзанії, а Християнська ветеринарна місія досліджує EVM в Карамоджа, Уганда. Іншими організаціями в цій галузі є ANTHRA і SEVA в Індії, ITDG і KEPADA в Кенії та World Concern в Уганді (Mathias, 2004). Дослідження щодо EVM було замовлено ЮНІСЕФ.
- Wanyama (1997) дослідив і задокументував інформацію про найбільш впевнене використання етноветеринарних знань серед скотарів Самбуру, Кенія. Інформація, опублікована в брошурі під назвою «Впевнено використовувані етноветеринарні знання серед скотарів Самбуру», визначає та містить детальні описи першої десятки етноветеринарних практик, які найбільш впевнено використовують етноветеринарні практики громад Самбуру та Туркана в окрузі Самбуру, Кенія. У книзі також зроблено спробу представити методологію, яка може дозволити досліднику-етноветеріалісту відібрати ліки для подальших наукових випробувань і додати цінність.
- Gauthuma (2004) перевірив ефективність Myrsine africana, Albizia anthelmintica та Hildebrandtia sepalosa проти змішаних природних гельмінтозів у овець ( Haemonchus spp, Trichostrogylus spp та Oesophagostomum spp) у районі Самбуру в Кенії. Цілителі були залучені до дослідження, і екстракти були приготовані традиційними методами, включаючи ступку і товкачик. Лікування Albizia anthelmintica та Hilderbrantia sepalosa показало значне покращення порівняно з контрольною групою з 4 дня після лікування до 12 дня. На 12 день три рослинні препарати показали 100% ефективність, тоді як альбендазол мав ефективність 63%.
- Було виявлено, що шість із 17 рослинних екстрактів, які використовували хауса та інші племена Північної Нігерії для лікування симптомів, що ймовірно вказують на вірусне захворювання, мають противірусну дію (Kudi and Myint, 1999). Екстракти Eugenia uniflora, Acacia artaxacantha, Terminalia ivorensis, T. superba та Alchornea cordifolia показали трипаноцидну активність (Adewunmi, 2001).
- Міжнародний центр фізіології та екології комах у Кенії оцінює 40 натуральних продуктів, які використовували проти кліщів люди Букусу в районі Бунгома (Ванзала, у процесі).
- Ветеринарний інститут Ондерстепорта в Південній Африці перевіряє рослини, які використовуються в EVM, на біологічну активність (Van der Merwe, 2002). Іншу роботу в Південній Африці проводив Masika (2002).
- Протигельмінтну ефективність Teminalia glaucescens (48,4%), Solanum aculeastrum (34,4%), Khaya anthoteca (55,8%) і Vernonia amygdalina (52,4%) перевірено Nfi (2001). Nfi та його колеги раніше перевіряли інсектицидну активність Nicotiana tabacum і Tephrosia vogelli та планують перевірити акарицидний потенціал Euphorbia kamerunica та Psorospermum guianensis.
- Макдональд (2004) виявив, що традиційна форма використання настою Chenopodium ambrosioides як глистого засобу безпечніша, ніж використання ефірної олії трави.
- Iqbal (2004) порівнював антигельмінтну активність Artemisia brevifolia in vitro та in vivo з левамізолом. Дослідження in vitro виявили антигельмінтну дію неочищених водних (CAE) і метанольних екстрактів (CME) Artemisia brevifolia (ціла рослина) на живі Haemonchus contortus, що видно з їх паралічу та/або смертності через 6 годин після контакту. Для досліджень in vivo всю рослину Artemisia brevifolia вводили у вигляді необробленого порошку (CP), CAE та CME у градуованих дозах (1, 2 та 3 г кг (-1) маси тіла (Bw) вівцям, природним чином інфікованим змішаними видами шлунково-кишкових нематод. Максимальне зниження (67,2%) кількості яєць на грам (EPG) фекалій було зареєстровано на 14-й день після лікування овець, які отримували Artemisia brevifolia CAE у дозі 3 г кг (-1) маси тіла. Левамізол спричинив зниження EPG на 99,2%. Проте збільшення зниження EPG було відзначено при збільшенні дози Artemisia brevifolia, що вводиться як CP, CAE та CME.
- Githiori (2004) випробував сім рослинних препаратів Hagenia abyssinica, Olea europaea var. africana, Annona squamosa, Ananas comosus, Dodonaea angustifolia, Hildebrandtia sepalosa та Azadirachta indica у 151 ягняти, інфікованих 5000 або 3000 L3 Haemonchus contortus у 3 експериментах, і всі вони виявилися неефективними.

Китайська медицина також досліджується; Лікування, яке історично використовувалося для великих тварин, тепер випробовується на домашніх тварин. Nagle (2001) провів рандомізоване, подвійне сліпе, плацебо-контрольоване дослідження P07P, продукту, отриманого з традиційного китайського трав’яного засобу. Був позитивний результат, але він не був статистично значущим.
Бланко (1999) виявив, що традиційні ветеринарні знання Галісії, північно-західної Іспанії, все ще процвітали через недовіру до ветеринарної служби. Однак традиційна система утримання ІК як усного знання певних старійшин не обов’язково є панацеєю. Історії про втрати записані в Giday (2003) і (Ayisi, 1994).
База даних PRELUDE з традиційної ветеринарної медицини містить понад 5000 рослинних рецептів для лікування хвороб худоби, кожна рослина вказана за родиною.

## Навколишнє середовище, епідеміологія та здоров'я
У майбутньому EVM може бути все більше пов’язаний з обговореннями та дослідженнями здоров’я екосистеми. Зараз EVM все більше інтегрується в «епідеміологію спільної участі», яка прагне покращити епідеміологічний нагляд у віддалених районах і заохотити участь громади в боротьбі з хворобами (Mathias, 2004). EVM також досліджується, щоб знайти рішення для захворювань, при яких варіація антигену робить вакцинацію нереальною, а штами, стійкі до західних ліків, стали поширеними (Atawodi, 2002).

## Журнали
- Етнобіологія та охорона природи
- Журнал етнобіології та етномедицини

## Дивіться також
- Традиційна китайська ветеринарія

## Зовнішні посилання
- Веб-сайт етноветеринарної медицини Евелін Матіас